# Стрельников Сергій Олександрович
Сергі́й Олекса́ндрович Стре́льников (нар. 13 листопада 1979, селище Дмитрівка, Нікіфоровського району Тамбовської області, Російської РФСР) — український кіноактор, відомий виконанням титульних героїв у стрічках «Довбуш», «Пристрасті за Чапаєм», «Штурм».

## Життєпис
Народився 13 листопада 1979 року в селищі Дмитрівка, Нікіфоровського району Тамбовської області, в сім'ї лікарів. У дворічному віці разом з батьками переїхав до міста Сквира, а через пів року сім'я переїхала до смт Ставище Київської області. Через чотири роки батька Сергія призначили головним лікарем наркологічного диспансеру при цегельному заводі в селі Журавлиха того ж району[джерело?].
Перші два класи Сергій навчався в сільській школі Журавлихи. Після аварії на Чорнобильській АЕС у селі Розкішна, яке було околицею райцентру, побудували селище для «чорнобильців», де отримали квартиру й батьки Сергія. У цьому селі Стрельников закінчив одинадцять класів.
1996 року, після закінчення школи, вступив до Київського училища культури на факультет «режисура масових дій», яке закінчив з відзнакою. Після цього став студентом Київського національного університету театру, кіно і телебачення ім. Івана Карпенка-Карого, де навчався на курсі Миколи Рушковського. Після закінчення університету у 2003 році працював у Театрі юного глядача, а пізніше в молодіжному театрі «Ательє 16», організованому на базі студентів курсу.
У кінематографі почав зніматися на початку 2000-х. Першою була невелика роль у серіалі «День народження Буржуя–2» (2001), згодом з'явився у серіалах «Нероби» (2002), «Європейський конвой» (2003). Більш помітною стала роль міліціонера Колі у серіалі «Ангел-охоронець». Грав невеликі ролі в багатьох серіалах, серед яких «Бідна Настя» (2003—2004), «Дев'ять життів Нестора Махна» (2006), «Повернення Мухтара» (2005-2006), «Диявол із Орлі. Ангел з Орлі» (2006), «Любов на асфальті» (2008), «Зачароване кохання» (2008). У військовому російсько-українському телесеріалі «Третього не дано» (2009) зіграв Чекаліна, а роль Штепселя у багатосерійній кримінальній драмі «Демони» (2010). Також зіграв пораненого червоноармійця Ігоря у серіалі «1941» (реж. Валерій Шалига, 2009). Одну з головних чоловічих ролей виконав у проєкті «Справа була на Кубані» (2011)[джерело?].
Серія ролей героїчного амплуа почалася з історичного серіалу «Пристрасті за Чапаєм» (2012), де він зіграв червоного командира Василя Чапаєва у військовому та особистому житті. Зйомки проходили з вересня 2011 по січень 2012 року в Ярославлі, Москві, Костромі, Тутаєві, селі Дієва-Городище під Києвом. Далі була роль у серіалі «Порох і дріб» (2013), де Стрельников зіграв молодого недосвідченого капітана, старшого оперуповноваженого Віктора Ченцова. У 2023 на екрани вийшов фільм «Довбуш», у якому Стрельников зобразив найвідомішого з опришківських ватажків у Карпатах Олексу Довбуша[відсутнє в джерелі][недоступне посилання].
Загалом знявся у понад 50 фільмах та серіалах.
Одружений, разом з дружиною Вікторією Литвиненко виховують сина Сильвестра[джерело?].

## Творчість

### Ролі в театрі
Театр «Ательє 16» (м. Київ)
- «Казанова» — Казанова
- «Чекаючи на Ґодо» — Поццо
- «Той, хто з неба впав» — Олекс
- «Тригрошова опера» — Маттіас-Монета і Біллі Капец

### Фільмографія
- 2001 — День народження Буржуя 2 — епізод
- 2002 — Нероби — епізод
- 2003 — Європейський конвой — громила
- 2004 — Диверсант — епізод
- 2005 — Повернення Мухтара — 2 — Сироп
- 2006 — Вовчиця (100-а серія) — Картковий гравець у дворі
- 2006 — За все тобі дякую-2 — бармен
- 2006 — Дев'ять життів Нестора Махна — білогвардієць
- 2006 — Повернення Мухтара–3 — Едик
- 2006 — Ангел з Орлі — Микола Лазарєв
- 2006 — Дурдом — Васькин
- 2006–2007 — Янгол-охоронець — Коля, молодший син Каменєва
- 2007 — Жага екстриму — Віталій
- 2007 — Борг — епізод
- 2008 — Непоодинокі — Саша Куніцин
- 2008 — Любов на асфальті — Макс

- Порох и дробь сериал
- 2008 — Зачароване кохання — Ведмедик
- 2008 — Повернення Мухтара–4 — Пономарьов
- 2009 — Диво — епізод
- 2009 — Третього не дано — Чикалін, молодший лейтенант
- 2009 — Правила угону — Довгий
- 2009 — Згідно із законом — Проклов
- 2009 — Повернення Мухтара–5 — Крюков
- 2009 — Блудні діти — Сергій, військовий
- 2009 — 1941 — Ігор
- 2010 — Демони — Вовка-«Штепсель», новий охоронець Дмитра
- 2010 — Віра, Надія, Любов — Олег, чоловік Гулі
- 2010 — Брат за брата — Толик, нальотчик на кафе
- 2011 — Справа була на Кубані — Дмитро Крутов
- 2011 — Лють — Костік
- 2011 — Балада про бомбера — епізод
- 2012 — Пристрасті за Чапаєм — Василь Чапаєв
- 2012 — Політ Метелики — Миша, сусід
- 2013 — Пастка — Артем Запашін (Атом, помічник Валуєва) (головна роль)
- 2013 — Порох і дріб — Ченцов Віктор
- 2014 — Купрін (телесеріал) — Сенько «Вокзал», злодій
- 2014 — Катерина (телесеріал) — Григорій Орлов
- 2015 — Володимирська, 15 — Олександр Андрійович Дикий, майор, начальник оперативної групи
- 2015 — Місяць — Роман Соколов, заступник начальника оперативного відділу поліції
- 2015 — Трюкач — Сан Санич Богатирьов, каскадер (головна роль)
- 2018 — Чуже життя — Віктор Артем'єв (головна роль)
- 2018 — Коли падають дерева — бандит (епізод)
- 2018 — Операція «Мухаббат» — Михайло Кротов, капітан, командир розвідроти
- 2019 — Принцип насолоди — Сергій Франко, слідчий з України, капітан
- 2019 — Компаньйонка — Ігор
- 2020 — Загроза: Трепалов і Гаманець (у виробництві) — Яків Гаманці (головна роль)
- 2020 — Безславні кріпаки — Акайо Накамура (головна роль)
- 2021 — Невірна
- 2023 — Довбуш — Олекса Довбуш (головна роль)
- 2023 —  Штурм — Сенсей (головна роль)
- 2023 —  Коло омани — Стас Гончарук (головна роль)
- 2023  – Буча  – Олександр
- 2024 —  Тут і тепер — Герман (головна роль)
- 2024 —  Кришталеві джерела — Михайло Столяр (головна роль)
- 2024  – Просто Надія  – Яцек Палєвський (епізод)
- 2024  – Поклик кохання  – Андрій (головна роль)
- 2024  – Легенди чарівнолісся  – воїн (головна роль)
- 2024  – Лікарка за покликанням  – Андрій Бондар (головна роль)
- 2024  – Розтин покаже 4  –
- 2024  – Ключі від правди  –

## Нагороди
- 2013 — переможець щорічної кінопремії «Телетріумф» за фільм «Пристрасті за Чапаєм»[3].